# Bordwaffe

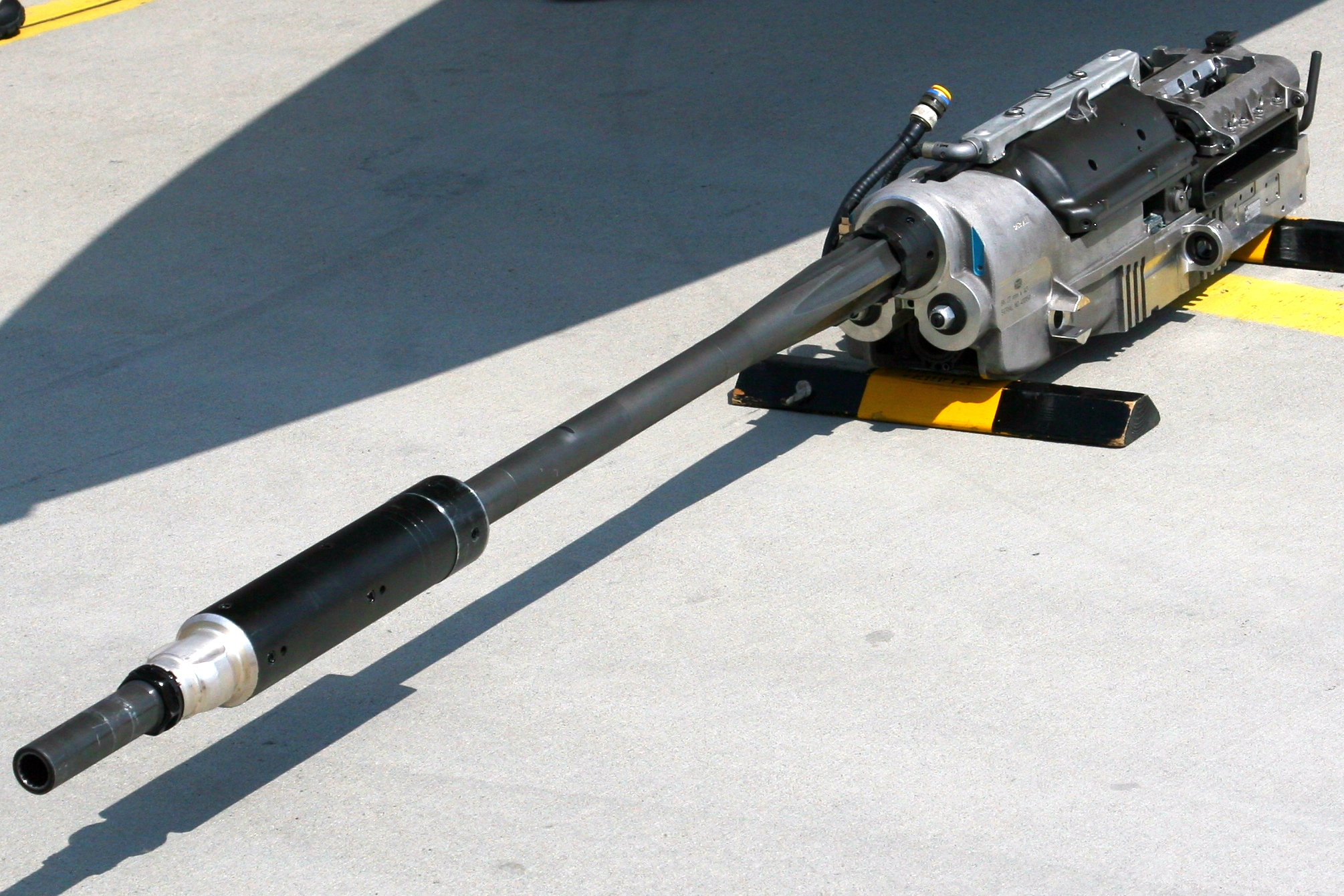
Maschinenkanone Mauser BK-27

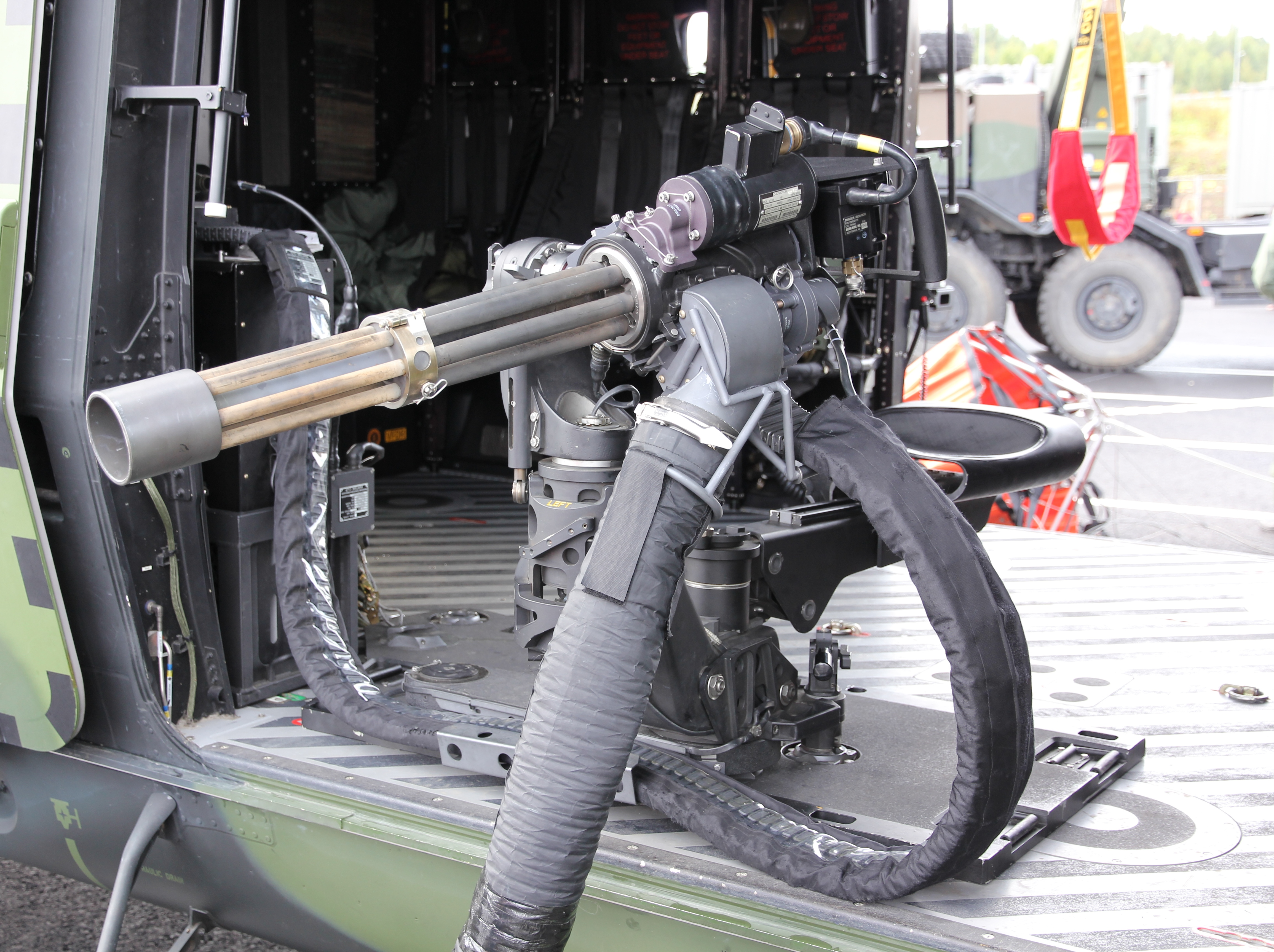
Hubschrauber-Bordwaffe Minigun

Eine Bordwaffe (auch Bordkanone) ist eine Waffe, die in Waffensystemen als Waffenträger entweder fest eingebaut ist oder fest mit diesem verbunden werden kann.  Bei Waffensystemen von Landfahrzeugen oder Schiffen wurden statt der Bezeichnung Bordwaffe zum Teil andere Bezeichnungen wie Kampfwagenkanone oder Geschützturm verwendet.

## Beschreibung
Bordwaffen können entweder starr eingebaut sein oder auf einer Lafette beweglich mit dem Träger verbunden sein. Bewegliche Bordwaffen werden meist durch einen Bordschützen gerichtet und abgefeuert. Dies geschieht entweder unmittelbar durch eine manuelle Bewegung und Auslösung des Abzuges oder mittelbar durch eine Fernsteuerung. Starre Bordwaffen bei Flugzeugen, auch Bordkanone genannt, werden meist durch den Piloten selbst ausgelöst. Bordwaffen sind meistens vollautomatische Waffen wie Maschinengewehr oder Maschinenkanone.
In der Ära der Propellerjagdflugzeuge wurden speziell für diesen Einsatz konzipierte Maschinengewehre vielfach mit einer Synchronisierung ausgestattet, damit sie durch den Propellerkreis feuern konnten. Universalmaschinengewehre bieten dagegen andere Optionen. So kann einerseits der Kolben entfernt und durch Spatengriffe und Daumenabzug (butterfly trigger) ersetzt werden. Andererseits können die Waffen nicht nur manuell, sondern auch durch Kabelfernauslösung abgefeuert werden. Als besonders stark bewaffnete Luftfahrzeuge wurden ab den 1920er Jahren die sogenannten Gunships bekannt. Eine Auswahl von Bordwaffen findet sich in der Liste von Flugzeug-Maschinengewehren gemäß den Kennblättern fremden Geräts D 50/2.
Im 21. Jahrhundert werden moderne Bordwaffen genutzt, deren Bauweisen jeweils auf die Erfordernisse optimiert sind. Meist sind dies Maschinenkanonen oder Revolverkanonen. Erwähnenswert sind auch Raketenwaffen und Abwehrsysteme, die mit Täuschkörpern bestückt sind.